# Kaiser: The Greatest Footballer Never to Play Football (livro)
Kaiser: The Greatest Footballer Never to Play Football é um livro escrito pelo britânico Rob Smyth que conta a história verídica de Carlos Kaiser, um suposto futebolista brasileiro que teve uma carreira profissional de 26 anos, e neste tempo atuou por diversos clubes brasileiros e estrangeiros.
Um filme homônimo ao livro foi lançado no mesmo dia que esta obra.

## Prêmios e Indicações
| Ano  | Prêmio                           | Categoria                 | Resultado | Ref.  |
| ---- | -------------------------------- | ------------------------- | --------- | ----- |
| 2019 | The Telegraph Sports Book Awards | Football Book of the Year | Indicado  | [ 4 ] |